# Eurhadina biavis
Eurhadina biavis är en insektsart som beskrevs av Yang och Li 1991. Eurhadina biavis ingår i släktet Eurhadina och familjen dvärgstritar. Inga underarter finns listade i Catalogue of Life.